# José Luis Albarrán Calles
José Luis Albarrán Calles (Salamanca, 29 de abril de 1935) es un exatleta español. Fue el primer deportista salmantino en participar en unos Juegos Olímpicos (Roma 1960). Su carrera como velocista transcurrió entre 1954 y 1963. 
Fue campeón de España de 100 y 200 metros y campeón universitario en esas mismas disciplinas, de las que fue plusmarquista nacional absoluto varias veces, con unas últimos registros de 10,5 y 21,6 segundos, respectivamente. Además, representó a España en encuentros internacionales, Juegos Mediterráneos (Beirut 1959) e Iberoamericanos (Chile 1960 y Madrid 1962).
Después de su retirada en 1963, dedicó toda su vida profesional al deporte español, participando activamente en la larga planificación que tuvo como consecuencia los éxitos cosechados desde los Juegos de Barcelona 92. Su primer empleo lo desarrolló en la Delegación Nacional de Deportes (desde 1977 Consejo Superior de Deportes (CSD)), compaginando su labor con la práctica del atletismo durante los primeros años. Fue parte activa de la puesta en marcha del Instituto Nacional de Educación Física (INEF) y su último cargo fue el de Jefe de Área de Alta Competición en el CSD hasta el año 2000.
El 1 de diciembre de 2010, el Ayuntamiento de Salamanca rindió un homenaje a los 21 atletas olímpicos salmantinos, entre los que se encontraba el propio José Luis.